# AIFV
AIFV (від англ. Armored Infantry Fighting Vehicle «броньована бойова машина піхоти») — американський гусеничний легкий броньований транспортний засіб, який виконує функції бойової машини піхоти в арміях кількох держав. Розроблений на основі бронетранспортера M113.

## Версії
YPR-765 є нідерландською версією AIFV, розробленою на базі M113A1. Бронетранспортер має алюмінієвий кузов, металевий бампер, з'єднання між листами заповнено поліуретановою піною. Двигун знаходиться у передній частині корпусу БТР і може розганяти машину до 61 км/год. Запас ходу складає близько 490 км. Нідерландську версію на відміну від M113A1 обладнано також радіатором більшої місткості та турбокомпресором.

## Оператори

### Нідерланди
Усього було випущено близько 2 100 одиниць YPR-765, з яких у Збройних сили Нідерландів 500.

### Україна
19 квітня 2022 року прем'єр-міністр Нідерландів Марк Рютте оголосив про намір передати Україні певну кількість YPR-765. 14 травня ці машини уже були поміченні на навчаннях українських сухопутних підрозділів. Загалом станом на квітень 2023 було надано 196 одиниць, про що написало Міністерство оборони Нідерландів.

## Галерея

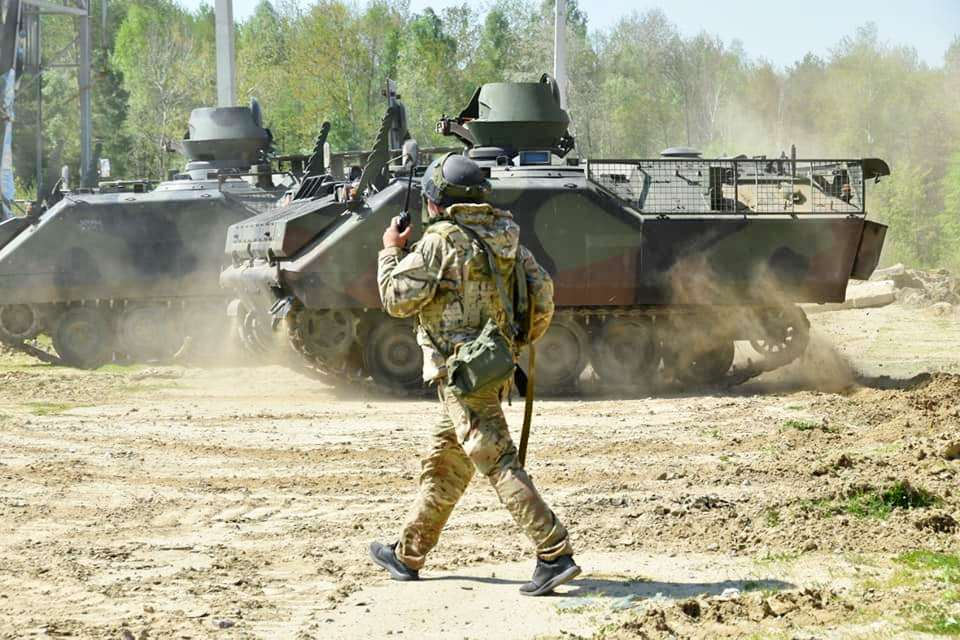
YPR-765 в ЗСУ, травень 2022